# Raphionacme hirsuta
Raphionacme hirsuta är en oleanderväxtart som först beskrevs av E. Mey. sec. N. E. Br., och fick sitt nu gällande namn av Robert Allen Dyer. Raphionacme hirsuta ingår i släktet Raphionacme och familjen oleanderväxter. Inga underarter finns listade i Catalogue of Life.